# Route européenne 691
Pour les articles homonymes, voir Route 691.
La route européenne 691 est une route reliant Achtarak (Arménie) à Horasan (Turquie), passant par la Géorgie.